# Дорчес (Північна Кароліна)
Дорчес (англ. Dortches) — місто (англ. town) в США, в окрузі Неш штату Північна Кароліна. Населення — 1082 особи (2020).

## Географія
Дорчес розташований за координатами 36°0′41″ пн. ш. 77°51′24″ зх. д. / 36.01139° пн. ш. 77.85667° зх. д. (36.011289, -77.856678).  За даними Бюро перепису населення США в 2010 році місто мало площу 20,32 км², уся площа — суходіл.

## Демографія
Згідно з переписом 2010 року, у місті мешкало 935 осіб у 383 домогосподарствах у складі 275 родин. Густота населення становила 46 осіб/км².  Було 422 помешкання (21/км²).
Расовий склад населення:
| - 71,2 % — білих - 24,2 % — чорних або афроамериканців - 0,5 % — азіатів - 0,2 % — корінних американців - 2,1 % — осіб інших рас |

До двох чи більше рас належало 1,7 %. Частка іспаномовних становила 3,7 % від усіх жителів.
За віковим діапазоном населення розподілялося таким чином: 20,3 % — особи молодші 18 років, 64,4 % — особи у віці 18—64 років, 15,3 % — особи у віці 65 років та старші. Медіана віку мешканця становила 45,9 року. На 100 осіб жіночої статі у місті припадало 94,4 чоловіків;  на 100 жінок у віці від 18 років та старших — 89,1 чоловіків також старших 18 років.
Середній дохід на одне домашнє господарство  становив 84 428 доларів США (медіана — 64 792), а середній дохід на одну сім'ю — 94 373 долари (медіана — 72 875). Медіана доходів становила 61 250 доларів для чоловіків та 41 333 долари для жінок. За межею бідності перебувало 10,9 % осіб, у тому числі 22,2 % дітей у віці до 18 років та 6,5 % осіб у віці 65 років та старших.
Цивільне працевлаштоване населення становило 440 осіб. Основні галузі зайнятості: освіта, охорона здоров'я та соціальна допомога — 20,0 %, роздрібна торгівля — 12,5 %, виробництво — 10,5 %, мистецтво, розваги та відпочинок — 9,3 %.